# Хамфельде (Лауэнбург)
Хамфельде (нем. Hamfelde) — община в Германии, в земле Шлезвиг-Гольштейн.
Входит в состав района Герцогство Лауэнбург. Подчиняется управлению Шварценбек-Ланд. Население составляет 444 человека (на 31 декабря 2010 года). Занимает площадь 3,45 км².

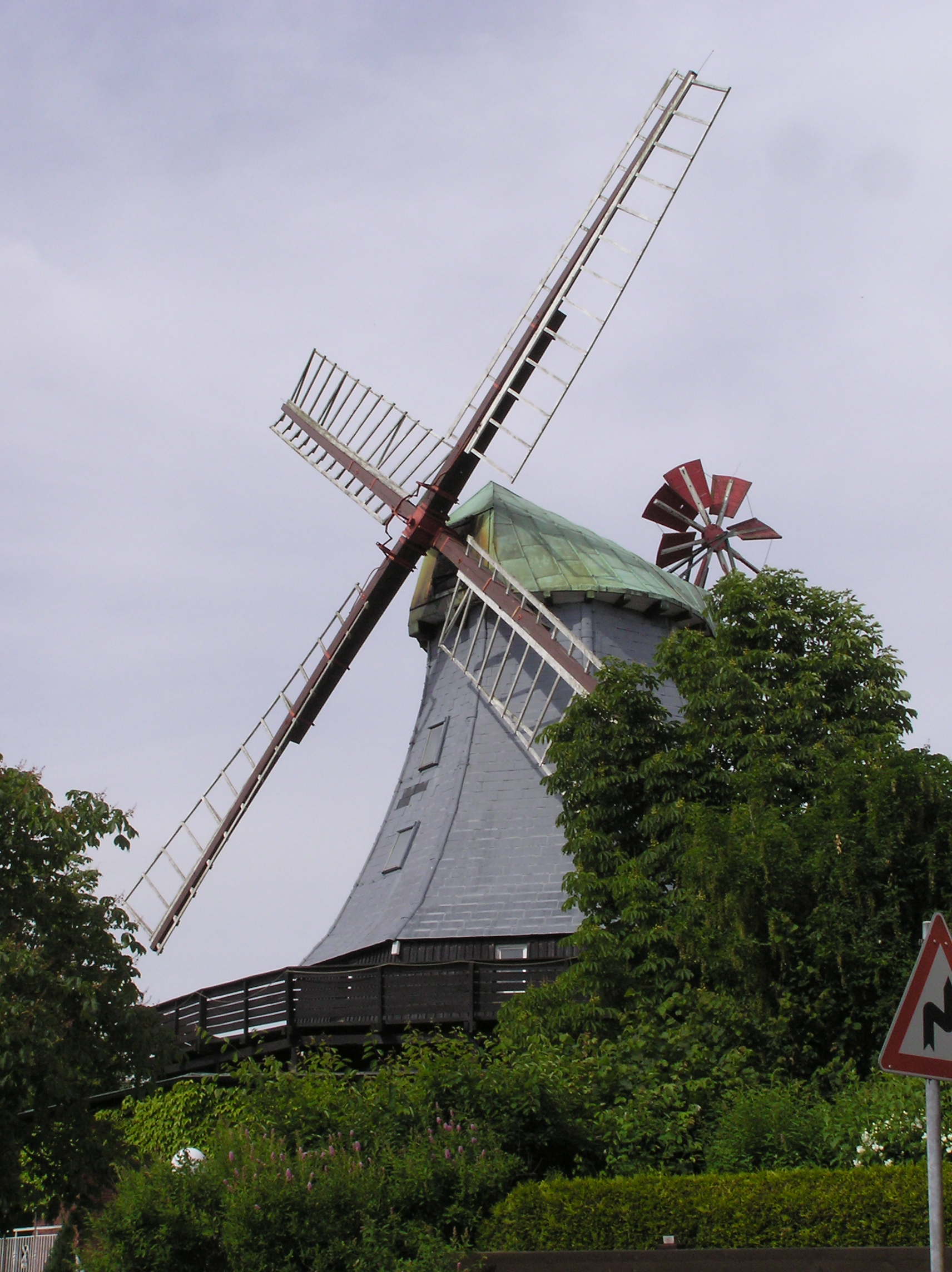
Хамфельде (Лауэнбург)